# Сирийский национальный симфонический оркестр
Сирийский национальный симфонический оркестр (араб. الفرقة السيمفونية الوطنية السورية‎) — академический музыкальный коллектив Сирии. Главным местом его выступлений служит Дамасский оперный театр, а многие его музыканты обучались в Высшем институте музыки, расположенном как и здание оперы на площади Омейядов в центре Дамаска.

## История и деятельность
Оркестр был основан композитором и музыкантом иракского происхождения Сулхи аль-Вади, который стал его первым дирижёром, а также был директором Высшего института музыки в Дамаске. Первый публичный концерт оркестра состоялся в 1993 году. 4 сентября 1998 года состоялось его выступление в США в Центре исполнительских искусств округа Ориндж. Постоянной резиденцией оркестра служит Дамасский оперный театр, а его главным дирижёром является сирийский маэстро Мисак Багбударян, получивший академическое музыкальное образование в Италии.
В репертуар оркестра входит как западная классическая музыка, так и произведения современных сирийских композиторов, в том числе МАйаса Альямани, Малека Джандали и Заида Джабри. Благотворительный концерт оркестра, данный 3 февраля 2009 года, собрал 110 000 долларов США в рамках кампании БАПОР по помощи детям Сектора Газы.
Помимо симфонического оркестра, существовал также Сирийский национальный оркестр арабской музыки, исполнявший классическую арабскую музыку. В нём выделялся виртуоз игры на сирийском уде Иссам Рафеа.
Из-за продолжающейся с 2011 года Гражданской войны в Сирии многие музыканты покинули страну, отправившись в Европу, США или другие страны, но оставшиеся музыканты при поддержке властей продолжают давать концерты и проводить другие музыкальные мероприятия в Дамаске. В июле 2020 года оркестр принял участие в серии концертов дружбы, исполнив по видеосвязи из Дамаска Симфонию № 3 Бетховена, в то же время Риккардо Мути дирижировал своим Молодёжным оркестром Луиджи Керубини с приглашёнными сирийскими музыкантами в итальянской Равенне.